# روجر كرايغ فوغل
روجر كرايغ فوغل (بالإنجليزية: Roger Craig Vogel)‏ هو معلم موسيقى وملحن أمريكي، ولد في 6 يوليو 1947.

## وصلات خارجية
- الموقع الرسمي
- روجر كرايغ فوغل على موقع ميوزك برينز (الإنجليزية)